# Mê Linh (xã)
Mê Linh là một xã thuộc thành phố Hà Nội, Việt Nam.

## Địa lý
Xã Mê Linh có diện tích 5,91 km², dân số năm 1999 là 10.548 người, mật độ dân số đạt 1785 người/km².
Xã có vị trí ranh giới:
- Phía bắc giáp với xã Đại Thịnh
- Phía đông giáp với xã Tiền Phong
- Phía nam giáp với xã Tráng Việt
- Phía tây giáp với xã Văn Khê.

## Hành chính
Xã Mê Linh có ba thôn: Hạ Lôi, Liễu Trì, Ấp Hạ, trong đó riêng thôn Hạ Lôi có chín xóm, năm 2014 có hơn 2.640 hộ, thôn Liễu Trì có khoảng 500 hộ, thôn Ấp Hạ có 200 hộ gia đình.

## Giao thông
Xã Mê Linh nằm ở vị trí có nhiều trục đường giao thông quan trọng như: Quốc lộ 23 nối thành phố Phúc Yên với ngã tư cầu vượt Kim Chung (trước đây nối Phúc Yên xuống đê tả Hồng thuộc huyện Đông Anh đối diện Chèm bên hữu ngạn), đường trục Mê Linh, các đường liên xã đi Văn Khê, khu công nghiệp Quang Minh...
Hệ thống xe buýt: 35B, 63.

## Di tích
Đền Hai Bà Trưng hay đền Hạ Lôi thờ Hai Bà Trưng là Trưng Trắc và Trưng Nhị tại chính nguyên quán. Lễ hội đền được mở vào dịp đầu năm (từ sau tết nguyên đán tới mùng 10 tháng Giêng âm lịch với ngày chính hội là ngày mùng 6. Di tích đã được Bộ Văn hóa Thể thao và Du lịch xếp hạng là di tích cấp quốc gia đặc biệt 2013.

## Kinh tế
Mê Linh là xã có thế mạnh về nông nghiệp. Trước đây, xã là nơi trồng nhiều các loại rau nhất là rau vụ đông như hành tây, khoai tây, bắp cải, rau củ khác... mang giá trị kinh tế hơn cây lúa. Sau đó một số diện tích chuyển đổi sang trồng hoa, đầu tiên là hoa hồng sau này có thêm cả hoa cúc có thu nhập cao hơn. Một số hộ làm phòng lạnh để bảo quản hoa cung cấp cho thị trường. Hoa Mê Linh được bán, trung chuyển ở chợ hoa huyện và chợ đầu mối Quảng Bá sau đó tỏa đi khắp nhiều nơi. Nhiều lao động trẻ tuổi làm việc tại khu công nghiệp Quang Minh và cũng rất nhiều lao động là con em của xã đến khu công nghiệp Bắc Thăng Long (Đông Anh) làm việc. Và đây cũng là khu công nghiệp mà các doanh nghiệp trả người lao động mức lương cơ bản trung bình/ 8 tiếng cao nhất ở khu vực phía bắc và nhiều chế độ phúc lợi khác. Cũng chính vì lợi thế từ nghề trồng hoa và gần khu công nghiệp lớn đã đưa Mê Linh thành đơn vị xã phát triển năng động của huyện Mê Linh.